# Owen Wingrave
Owen Wingrave es una ópera en dos actos con música de Benjamin Britten, su Opus 85, y libreto en inglés de Myfanwy Piper, a partir de un cuento de Henry James.
Britten había conocido la historia desde que trabajó con Piper en la ópera previa, Otra vuelta de tuerca en 1954. El canal de televisión BBC le encargó una ópera para televisión en 1966 y, en 1968, él y Piper empezó a trabajar en el libreto. La obra se terminó en agosto de 1970.  
Se retransmitió por vez primera en la BBC2 el 16 de mayo de 1971. La música está influida por el interés de Britten en técnicas serialistas de 12 tonos. Una gran sección de percusión anuncia el trato en su siguiente (y última) ópera, Muerte en Venecia. Además de ser una expresión del propio pacifismo de Britten, dijo que esta ópera fue parcialmente una respuesta a la guerra de Vietnam.
Esta ópera rara vez se representa en la actualidad; en las estadísticas de Operabase aparece con sólo 4 representaciones en el período 2005-2010.

## Personajes
| Personaje                   | Tesitura          | Reparto del estreno, 16 de mayo de 1971 (Director: Benjamin Britten) |
| --------------------------- | ----------------- | -------------------------------------------------------------------- |
| Owen Wingrave               | barítono          | Benjamin Luxon                                                       |
| Spencer Coyle               | barítono bajo     | John Shirley-Quirk                                                   |
| Lechmere                    | tenor             | Nigel Douglas                                                        |
| Miss Wingrave               | soprano dramática | Sylvia Fisher                                                        |
| Mrs Coyle                   | soprano           | Heather Harper                                                       |
| Mrs Julian                  | soprano           | Jennifer Vyvyan                                                      |
| Kate Julian                 | mezzosoprano      | Janet Baker                                                          |
| General Sir Philip Wingrave | tenor             | Peter Pears                                                          |
| Narrador                    | tenor             | Peter Pears                                                          |
| Coro                        |                   |                                                                      |